# Aston Martin DBR9

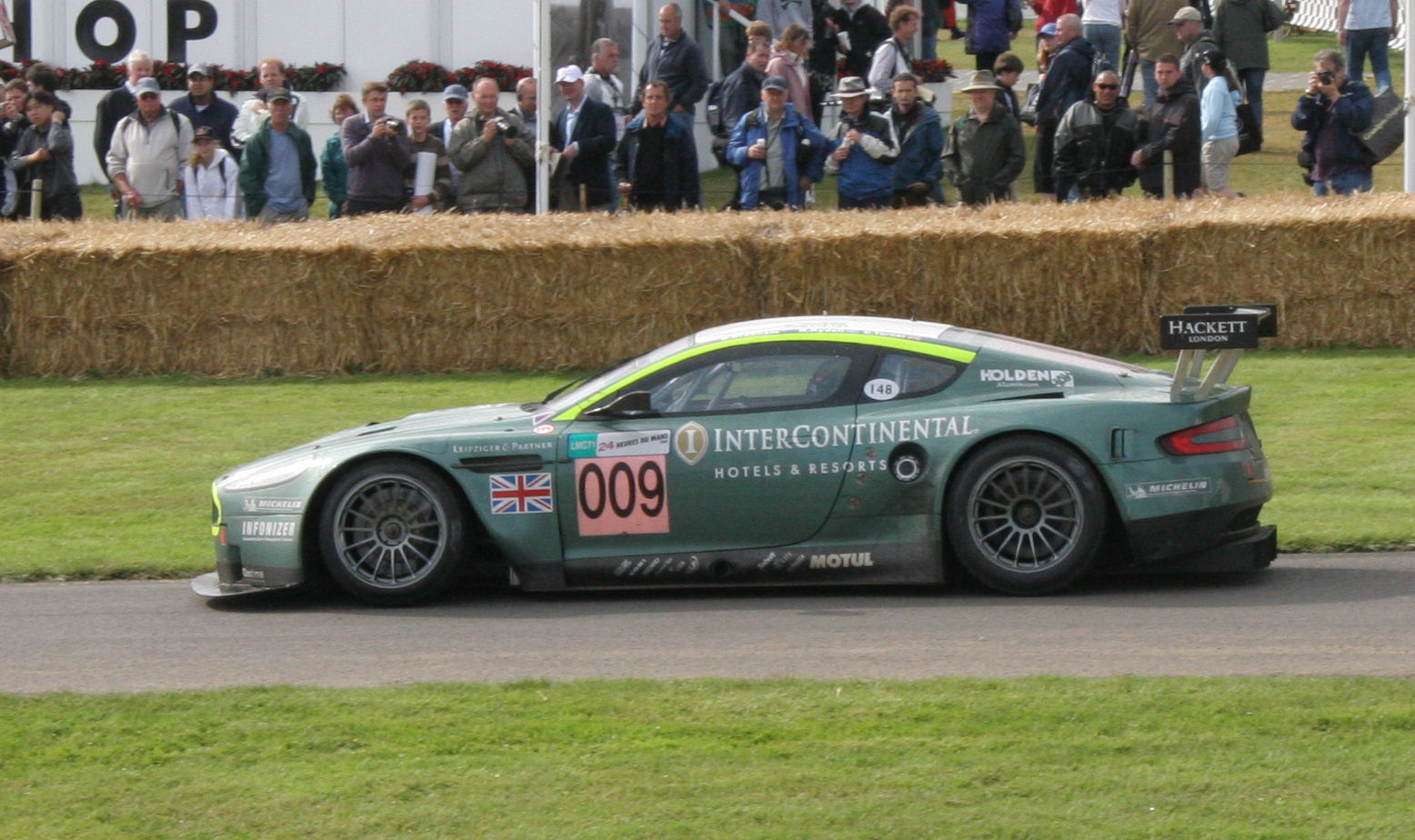
Een Aston Martin DBR9

De Aston Martin DBR9 is de raceversie van de DB9. Hij werd ontwikkeld door de Britse preparateur Prodrive, bekend van onder andere de Subaru Impreza WRC en de raceversie van de Ferrari 550. 
De wagen werd onthuld in 2005 en betekende de terugkeer van het Britse merk in de autosport. Net als zijn voorganger, de DBR1, moet hij Aston Martin overwinningen in de 24 uren van Le Mans bezorgen. In 2007 gebeurde dat een eerste keer met een overwinning in de GT1-klasse voor de DBR9 van David Brabham, Rickard Rydell en Darren Turner. 
Ook in 2008 werd de GT1-categorie gewonnen door een Prodrive Aston in de kleuren van Gulf.
De Aston Martin DBR9  is ook actief in de FIA GT, de LMS en de ALMS waar hij door verschillende teams wordt ingezet.
Enkele technische gegevens
- zesliter 48v V12, ongeveer 600pk
- koppel: meer dan 700Nm
- versnellingsbak: X-Trac sequentiële zesversnellingsbak
- gewicht: 1100 kg